# محمد حنيف (سياسي)
محمد حنيف (بالبنغالية: মোহাম্মদ হানিফ)‏ هو سياسي بنغلاديشي، ولد في 1944، وتوفي في 28 نوفمبر 2006 في دكا في بنغلاديش. حزبياً، نشط في رابطة عوامي.